# 創土社
創土社(そうどしゃ)は、日本の出版社である。

## 概要
1970年設立。近年では『ケンブリッジ版世界各国史』や『ドイツ民俗学とナチズム』等の歴史学術系の刊行物や、『中国年鑑』『環境年鑑』等の専門書を主に取り扱う。
怪奇・幻想文学にも古くから携わっており、1970年代からアンブローズ・ビアスの選集、「ブックス・メタモルファス叢書」と銘打ったこの分野の叢書、また、『ラヴクラフト小説全集』などを出版している。
その後この分野からは遠ざかっていたが、休眠会社を経て、酒井武史の買収を受けた2001年末から『アドベンチャーゲームノベル』シリーズと銘打ってゲームブックの出版を開始し、80年代に人気の高かった作品の復刊やそのような作品に関連する新作の発行を行っている。なお、最初の完全新作ゲームブックは『魔人竜生誕』（2006年3月初版）である。
同社のWebサイトのコラム名「剣社通信」に見られるように、ゲームブック関連の話題では「そうど」と「ソード」を引っかけて「剣社」と当て字することがある。